# Priorenkolleg
Das Priorenkolleg war ein Gremium der höchsten Kölner Geistlichen, welche den Erzbischof von Köln wählten und berieten.
Der Ursprung des Priorenkolleges, das eine Kölnische Besonderheit darstellte, liegt im Dunkel. Seine erste Erwähnung stammt aus dem Jahr 1090, doch ist es mit Sicherheit älter. Seine Mitglieder waren die Pröpste und Dekane der stadtkölnischen Stiftskirchen, wie auch die Äbte der alten Abteien der Stadt Köln, der Dompropst und der Domdechant, die Pröpste von Bonn, Xanten und Soest, wie auch die Äbte von Siegburg und Deutz. Hiermit gehörten ihm also die Archidiakone und Decani nati des Erzbistums an, womit es als geistlicher Repräsentant des Bistums gelten konnte. Dies verlieh ihm auch in der Verwaltung der Diözese, an welcher es maßgeblich beteiligt war, ein besonderes Gewicht. Hierbei ist jedoch zu beachten, dass es sich beim Priorenkolleg nicht um ein festes Gremium handelt, sondern lediglich um die geistlichen Größen des Bistums. Nur zur Wahl eines Erzbischofs trat es zusammen, sonst handelte jeder Prälat, im Auftrag des Erzbischofs, eigenständig.
Bereits im 12. Jahrhundert kam es zu Spannungen mit dem Kölner Domkapitel, welches die Wahl des Erzbischofs für sich selbst beanspruchte und die Prioren auch aus der Bistumsverwaltung herausdrängen wollte. Nachdem es bereits 1156 zu einer Bischofswahl durch Priorenkolleg und Domkapitel gekommen war, welche das Priorenkolleg durch die Entscheidung des Kaisers für sich entscheiden konnte, versuchte das Domkapitel spätestens um 1200 den seinen Einfluss auf die Diözesanverwaltung auszuweiten.
Ob das Priorenkolleg noch an der Wahl des Erzbischofs Konrad von Hochstaden (1239) beteiligt war, ist ungewiss, mit Sicherheit jedoch nicht mehr an der Erzbischofswahl von 1261. Endgültig ausgeschaltet wurde es jedoch erst im Jahre 1274.

## Quelle
- Eduard Hegel: Geschichte des Erzbistums Köln, Bd. 2: Das Erzbistum Köln im späten Mittelalter. 1191–1515, Teil 1. Verlag Bachem, Köln 1995, ISBN 3-7616-1149-8.